# Choisy-le-Roi
Choisy-le-Roi è un comune francese che nel 2009 aveva 39 743 abitanti situato nel dipartimento della Valle della Marna nella regione dell'Île-de-France.

## Geografia fisica
Collocata a cavallo delle due rive della Senna 12 km a sud di Parigi.
Confina con i comuni di: Alfortville a nord-est, Créteil a est, Valenton e Villeneuve-Saint-Georges a sud-est, Orly a sud-ovest, Thiais a ovest, Vitry-sur-Seine a nord ovest.

## Società

### Evoluzione demografica
Abitanti censiti

## Luoghi d'interesse turistico
- Cattedrale di Saint Louis, XVIII secolo.
- Ingresso dell'antico castello di Luigi XV.
- Maison des Pages - Pavillon des Gardes - Monument et Maison de Rouget de l'Isle.

## Amministrazione

### Gemellaggi
- Đống Đa
- Hennigsdorf
- Lugo[3]
- Târnova